# カジノフォンテン
カジノフォンテン（欧字名:Casino Fountain、2016年3月29日 - ）は、日本の競走馬。主な勝ち鞍は2021年の川崎記念、かしわ記念。
地方競馬で活躍したジーナフォンテンの5番仔として、2016年に登別上水牧場で生まれた。

## 経歴

### 2歳（2018年）
船橋競馬場の新馬戦でデビューすると2着馬に7馬身差をつけて勝利し、母の産駒としては初の新馬勝ちをマークした。次戦の平和賞では新馬戦の勝ちっぷりと血統から2番人気に推されたが、7着に敗れた。その後は条件戦を2戦し、4戦2勝で2歳シーズンを終えた。

### 3歳（2019年）
3歳重賞戦線を走り、羽田盃・東京ダービーにも出走したが、4着・6着に終わった。夏を休養に当てて10月に復帰するといずれも2秒以上の大差をつけて3連勝を挙げた。12月のレースの後は翌年に向け休養に入った。

### 4歳（2020年）
4月に川崎の準重賞で復帰すると、ここも快勝し連勝を4に伸ばした。古馬重賞初挑戦となった川崎マイラーズこそ敗れたものの、6月の京成盃グランドマイラーズでは逃げ粘るサルサディオーネをクビ差競り落とし、重賞初制覇を飾った。この勝利は騎手の張田昂と調教師の山下貴之にとっても初の重賞制覇であった。続いてマイルグランプリにも出走したが7着に敗れ、休養に入った。
秋シーズンは距離を伸ばし、11月川崎の柿生オープン(2000m)から始動しこれを勝利。続けて東京大賞典を目標に勝島王冠へ出走すると、同レース3連覇がかかるモジアナフレイバーやノンコノユメを抑えて逃げ切り勝ちを決め、重賞2勝目を挙げる。その後は予定通り東京大賞典へ出走。道中2番手から進めて直線早め先頭に立つ積極的な競馬を見せ、同レースを連覇していたオメガパフュームにゴール前でクビ差捉えられたものの、交流GI初挑戦ながら2着に入った。レース後、鞍上の張田は『外枠の分、出して行かなければならなかったが、調教の成果は出たし折り合いもピッタリついた。俺の根性が足りなかった』とコメントを残した。

### 5歳（2021年）
1月の川崎記念に出走。1番枠から積極的に主張して先頭に立つと、そのまま最終コーナーを先頭で回り、追い込んでくるオメガパフュームらを寄せ付けず3馬身差で勝利。東京大賞典の借りを返すとともに、鞍上の張田ともどもJpnI初勝利を果たした。同レースを地方競馬所属馬が制したのは、2011年のフリオーソ以来10年ぶりのことであった。
レース後は2か月の休養を経て、かしわ記念のトライアル競走となった京成盃グランドマイラーズに出走。単勝1.4倍の圧倒的な1番人気に推されると、レースでは終始ハナを進み、直線では2番手を追走するタービランスとの叩き合いをクビ差制して同競走を連覇。優先出走権を獲得して出走したかしわ記念では、2021年フェブラリーステークス勝ち馬のカフェファラオに次ぐ単勝3.6倍の2番人気に支持される。レースでは積極的に先行して4番手から3番手を追走、最終コーナーで逃げるサルサディオーネに並びかけ、直線では早々と先頭に立つ。ゴール前、追い込んでくるソリストサンダーに並ばれたが、ハナ差抑えて勝利。重賞3連勝を飾るとともに、川崎記念に続いてJpnI2連勝となった。
かしわ記念の勝利によって優先出走権を獲得した帝王賞では、交流GI連勝の実績からフリオーソ以来11年ぶりの地方所属馬による同レース制覇の期待をかけられ、事前のオッズはオメガパフューム、チュウワウィザードに次ぐ地方勢最上位となる3番人気に支持される。積極的に先頭でレースを進めるが、道中で終始ダノンファラオの徹底的なマークを受け続けたことでハイペースを強いられて消耗。最後の直線で失速し、テーオーケインズの10着に敗れた。帝王賞後は4か月の休養を挟んで、初の長距離遠征となる金沢で開催のJBCクラシックに出走。帝王賞とは逆にダノンファラオを見る形で道中2番手をキープし、4コーナー立ち上がりで一旦は先頭に立つも後続に交わされてミューチャリーの6着に終わる。続いて初のJRA重賞挑戦となる中京のチャンピオンズカップに出走、鞍上は張田からミルコ・デムーロに乗り替わりとなったが、レースでは中段に控えるも見せ場なく、最後の直線でも伸びを欠いてテーオーケインズの10着に敗れた。かしわ記念以降の成績は振るわなかったが、年末の表彰では川崎記念とかしわ記念の勝利が評価され、NARグランプリダートグレード競走特別賞を受賞した。

### 6歳（2022年）
6歳初戦として、連覇のかかる川崎記念に出走。単勝1.2倍の圧倒的1番人気チュウワウィザードに次ぐ2番人気に推された。レースでは、逃げたサルサディオーネを2番手でマーク。2周目3コーナーで先頭に立ったが、直線で粘りを欠き5着に敗れた。鞍上の張田昂は「掛かりすぎた。千六の手応えになっていた。二千の番手は難しい。なかなか折り合えなかった」と悔しさを滲ませた。
その後は3連覇を目指して京成盃グランドマイラーズに出走、好位から最後の直線で逃げるスマイルウィを追走するが捉え切れずに2着に終わる。5月5日、前年優勝したかしわ記念に出走。道中は好位で追走するも、最後の直線では伸びきれずにショウナンナデシコの4着に敗れた。鞍上の本田正重は「折り合いも問題なかったし、思ったレースはできているる。勝った馬が強かった」とコメントした。レース後は長期の休養を挟み、勝島王冠で鞍上に御神本訓史を迎えて復帰しライトウォーリアの3着、2年ぶりに出走した東京大賞典はウシュバテソーロの10着となり、この年は未勝利に終わった。

## 競走成績
以下の内容は、netkeiba.comおよびJBISサーチ、keiba.go.jpに基づく。
| 競走日     | 競馬場 | 競走名                 | 格     | 距離 （馬場） | 頭 数 | 枠 番 | 馬 番 | オッズ （人気） | 着順 | タイム （上り3F） | 着差 | 騎手        | 斤量 [kg] | 1着馬（2着馬）         | 馬体重 [kg] |
| ---------- | ------ | ---------------------- | ------ | ------------- | ----- | ----- | ----- | --------------- | ---- | ----------------- | ---- | ----------- | --------- | ---------------------- | ----------- |
| 2018.10.05 | 船橋   | 紅葉葵デビュー         | 新馬   | ダ1500m（重） | 7     | 5     | 5     | 001.70（1人）   | 01着 | R1:36.7（39.4）   | -1.4 | 0川島正太郎 | 55        | （ポップアップレーヌ） | 513         |
| 0000.11.07 | 船橋   | 平和賞                 | SIII   | ダ1600m（重） | 14    | 6     | 10    | 004.20（2人）   | 07着 | R1:45.4（42.6）   | -2.1 | 0川島正太郎 | 55        | ヒカリオーソ           | 517         |
| 0000.12.11 | 船橋   | ナイキアディライトM    | 一組   | ダ1600m（良） | 9     | 7     | 7     | 002.50（1人）   | 01着 | R1:44.4（38.3）   | -0.6 | 0川島正太郎 | 55        | （トーセンアイアン）   | 511         |
| 0000.12.27 | 大井   | 白鳥特別               | 選抜   | ダ1800m（良） | 9     | 3     | 3     | 002.90（2人）   | 04着 | R1:58.6（39.6）   | -0.4 | 0川島正太郎 | 56        | メイレー               | 519         |
| 2019.02.07 | 大井   | 雲取賞                 | SIII   | ダ1800m（重） | 16    | 8     | 15    | 064.9（13人）   | 03着 | R1:56.4（39.0）   | -0.6 | 0本田正重   | 55        | ヒカリオーソ           | 527         |
| 0000.03.20 | 大井   | 京浜盃                 | SII    | ダ1700m（良） | 14    | 8     | 14    | 009.20（5人）   | 05着 | R1:50.0（40.5）   | -1.0 | 0本田正重   | 56        | ステッペンウルフ       | 530         |
| 0000.04.24 | 大井   | 羽田盃                 | SI     | ダ1800m（良） | 16    | 1     | 2     | 023.90（6人）   | 04着 | R1:55.2（40.0）   | -1.7 | 0本田正重   | 56        | ミューチャリー         | 528         |
| 0000.06.05 | 大井   | 東京ダービー           | SI     | ダ2000m（良） | 16    | 1     | 1     | 021.80（5人）   | 06着 | R2:11.7（40.1）   | -2.3 | 0本田正重   | 56        | ヒカリオーソ           | 526         |
| 0000.10.30 | 船橋   | 立冬特別               | B2三   | ダ1600m（不） | 8     | 2     | 2     | 001.90（1人）   | 01着 | R1:39.8（38.6）   | -2.9 | 0張田昂     | 57        | （サージュ）           | 528         |
| 0000.11.18 | 川崎   | 行っちゃう？愛川！記念 | B1B2一 | ダ1600m（良） | 8     | 6     | 6     | 001.10（1人）   | 01着 | R1:41.3（37.8）   | -2.6 | 0張田昂     | 57        | （モンサンアルナイル） | 528         |
| 0000.12.12 | 船橋   | 柊特別                 | B1B2一 | ダ1700m（稍） | 13    | 8     | 13    | 001.20（1人）   | 01着 | R1:46.3（38.6）   | -2.5 | 0張田昂     | 57        | （ホワイトヘッド）     | 542         |
| 2020.04.14 | 川崎   | スパーキングNCh        | A2B1   | ダ1600m（重） | 11    | 4     | 4     | 001.20（1人）   | 01着 | R1:41.2（39.4）   | -1.6 | 0張田昂     | 57        | （ブレーヴマン）       | 548         |
| 0000.05.13 | 川崎   | 川崎マイラーズ         | SIII   | ダ1600m（良） | 13    | 8     | 13    | 001.70（1人）   | 05着 | R1:41.1（40.2）   | -1.2 | 0張田昂     | 55        | グレンツェント         | 544         |
| 0000.06.17 | 船橋   | 京成盃GM               | SIII   | ダ1600m（良） | 12    | 4     | 4     | 003.40（1人）   | 01着 | R1:39.2（38.1）   | -0.1 | 0張田昂     | 54        | （サルサディオーネ）   | 549         |
| 0000.07.29 | 大井   | マイルGP               | SII    | ダ1600m（稍） | 13    | 3     | 3     | 005.00（3人）   | 07着 | R1:40.5（39.6）   | -0.6 | 0張田昂     | 57        | ミューチャリー         | 537         |
| 0000.11.12 | 川崎   | 柿生OP                 | OP     | ダ2000m（良） | 14    | 4     | 5     | 002.90（1人）   | 01着 | R2:09.1（38.7）   | -0.2 | 0張田昂     | 57        | （リンゾウチャネル）   | 534         |
| 0000.12.09 | 大井   | 勝島王冠               | SII    | ダ1800m（良） | 16    | 4     | 7     | 009.90（4人）   | 01着 | R1:52.1（37.7）   | -0.4 | 0張田昂     | 57        | （ノンコノユメ）       | 544         |
| 0000.12.29 | 大井   | 東京大賞典             | GI     | ダ2000m（良） | 16    | 7     | 14    | 038.30（9人）   | 02着 | R2:06.9（36.5）   | -0.0 | 0張田昂     | 57        | オメガパフューム       | 541         |
| 2021.01.27 | 川崎   | 川崎記念               | JpnI   | ダ2100m（重） | 10    | 1     | 1     | 006.40（4人）   | 01着 | R2:14.9（37.5）   | -0.6 | 0張田昂     | 57        | （オメガパフューム）   | 541         |
| 0000.04.08 | 船橋   | 京成盃GM               | SII    | ダ1600m（良） | 8     | 4     | 4     | 001.40（1人）   | 01着 | R1:38.1（37.4）   | -0.1 | 0張田昂     | 58        | （タービランス）       | 542         |
| 0000.05.05 | 船橋   | かしわ記念             | JpnI   | ダ1600m（稍） | 12    | 5     | 6     | 003.60（2人）   | 01着 | R1:39.3（38.9）   | -0.0 | 0張田昂     | 57        | （ソリストサンダー）   | 544         |
| 0000.06.30 | 大井   | 帝王賞                 | JpnI   | ダ2000m（重） | 13    | 4     | 5     | 004.70（3人）   | 10着 | R2:05.2（39.8）   | -2.5 | 0張田昂     | 57        | テーオーケインズ       | 540         |
| 0000.11.03 | 金沢   | JBCクラシック          | JpnI   | ダ2100m（良） | 12    | 7     | 9     | 006.70（5人）   | 06着 | R2:14.5（37.4）   | -1.4 | 0張田昂     | 57        | ミューチャリー         | 536         |
| 0000.12.05 | 中京   | チャンピオンズC        | GI     | ダ1800m（良） | 16    | 1     | 2     | 016.40（7人）   | 10着 | R1:51.7（37.8）   | -2.0 | 0M.デムーロ | 57        | テーオーケインズ       | 532         |
| 2022.02.02 | 川崎   | 川崎記念               | JpnI   | ダ2100m（良） | 13    | 6     | 9     | 007.70（2人）   | 05着 | R2:16.2（40.1）   | -1.3 | 0張田昂     | 57        | チュウワウィザード     | 545         |
| 0000.03.24 | 船橋   | 京成盃GM               | SII    | ダ1600m（不） | 14    | 5     | 7     | 002.70（1人）   | 02着 | R1:40.6（38.4）   | -0.1 | 0張田昂     | 58        | スマイルウィ           | 531         |
| 0000.05.05 | 船橋   | かしわ記念             | JpnI   | ダ1600m（稍） | 14    | 4     | 6     | 006.30（4人）   | 04着 | R1:40.8（40.1）   | -1.9 | 0本田正重   | 57        | ショウナンナデシコ     | 534         |
| 0000.12.08 | 大井   | 勝島王冠               | SII    | ダ1800m（不） | 16    | 2     | 3     | 003.70（1人）   | 03着 | R1:52.3（38.4）   | -0.7 | 0御神本訓史 | 57        | ライトウォーリア       | 529         |
| 0000.12.29 | 大井   | 東京大賞典             | GI     | ダ2000m（良） | 14    | 6     | 9     | 022.90（7人）   | 10着 | R2:07.1（39.9）   | -2.1 | 0御神本訓史 | 57        | ウシュバテソーロ       | 534         |
| 2023.05.04 | 船橋   | かしわ記念             | JpnI   | ダ1600m（良） | 13    | 4     | 6     | 064.00（9人）   | 09着 | R1:42.0（40.2）   | -2.7 | 0澤田龍哉   | 57        | メイショウハリオ       | 537         |
| 0000.05.24 | 大井   | 大井記念               | SI     | ダ2000m（重） | 14    | 4     | 5     | 021.90（9人）   | 02着 | R2:05.6（39.7）   | -0.4 | 0澤田龍哉   | 57        | セイカメテオポリス     | 544         |
| 0000.08.09 | 船橋   | フリオーソLC           | SIII   | ダ1800m（良） | 12    | 7     | 10    | 005.00（3人）   | 08着 | R1:54.9（41.1）   | -1.5 | 0澤田龍哉   | 56        | ギガキング             | 546         |
| 0000.12.07 | 大井   | 勝島王冠               | SII    | ダ1800m（良） | 15    | 6     | 11    | 022.30（8人）   | 15着 | R2:00.0（45.1）   | -5.8 | 0澤田龍哉   | 57        | サヨノネイチヤ         | 543         |
| 2024.01.03 | 川崎   | 川崎マイラーズ         | SIII   | ダ1600m（良） | 14    | 8     | 14    | 027.70（6人）   | 12着 | R1:45.0（43.2）   | -2.8 | 0澤田龍哉   | 57        | デュードヴァン         | 542         |
| 0000.05.01 | 船橋   | かしわ記念             | JpnI   | ダ1600m（不） | 13    | 6     | 8     | 207.1（11人）   | 09着 | R1:42.2（40.5）   | -3.2 | 0石崎駿     | 57        | シャマル               | 544         |
| 0000.05.22 | 浦和   | プラチナC              | SIII   | ダ1400m（重） | 12    | 5     | 5     | 073.6（10人）   | 06着 | R1:29.5（39.2）   | -1.1 | 0石崎駿     | 56        | アマネラクーン         | 547         |
| 0000.05.30 | 船橋   | 短夜賞                 | 準重賞 | ダ1700m（稍） | 9     | 5     | 5     | 005.90（4人）   | 05着 | R1:48.8（39.2）   | -1.1 | 0石崎駿     | 56        | アルラ                 | 550         |
| 0000.10.29 | 船橋   | 千葉ダートマイル       | OP     | ダ1600m（重） | 12    | 6     | 10    | 009.80（4人）   | 08着 | R1:44.4（42.4）   | -1.4 | 0張田昂     | 57        | ヘラルドバローズ       | 533         |
| 0000.12.24 | 浦和   | ゴールドC              | SI     | ダ1400m（良） | 10    | 7     | 8     | 119.10（7人）   | 07着 | R1:27.6（37.4）   | -0.6 | 0張田昂     | 57        | アウストロ             | 533         |
| 2025.01.12 | 佐賀   | ゴールドスプリント     | 重賞   | ダ1300m（稍） | 12    | 5     | 5     | 005.20（3人）   | 01着 | R1:21.2（37.5）   | -0.2 | 0張田昂     | 56        | （テイエムフェロー）   | 536         |
| 0000.01.30 | 姫路   | 兵庫ウインターC        | 重賞I  | ダ1400m（良） | 12    | 8     | 12    | 007.60（5人）   | 11着 | R1:32.7（41.2）   | -1.9 | 0張田昂     | 56        | スペシャルエックス     | 548         |
| 0000.05.02 | 大井   | DIRT IS TCK. 賞        | OP     | ダ1400m（不） | 11    | 4     | 4     | 024.70（8人）   | 02着 | R1:26.1（37.4）   | -0.7 | 0張田昂     | 56        | ワンダーランド         | 536         |

- 競走成績は2025年5月2日現在

## 血統表
| カジノフォンテンの血統        | カジノフォンテンの血統                 | カジノフォンテンの血統                 | （血統表の出典）                       | （血統表の出典）  |
| 父系                          | シアトルスルー系                       | シアトルスルー系                       | シアトルスルー系                       | [ § 2 ]           |
| 父 *カジノドライヴ 2005 栗毛  | 父の父Mineshaft 1999 黒鹿毛            | A.P. Indy                              | Seattle Slew                           | Seattle Slew      |
| 父 *カジノドライヴ 2005 栗毛  | 父の父Mineshaft 1999 黒鹿毛            | A.P. Indy                              | Weekend Surprise                       |                   |
| 父 *カジノドライヴ 2005 栗毛  | 父の父Mineshaft 1999 黒鹿毛            | Prospectors Delite                     | Mr. Prospector                         | Mr. Prospector    |
| 父 *カジノドライヴ 2005 栗毛  | 父の父Mineshaft 1999 黒鹿毛            | Prospectors Delite                     | Up the Flagpole                        |                   |
| 父 *カジノドライヴ 2005 栗毛  | 父の母Better Than Honour 1996 鹿毛     | Deputy Minister                        | Vice Regent                            | Vice Regent       |
| 父 *カジノドライヴ 2005 栗毛  | 父の母Better Than Honour 1996 鹿毛     | Deputy Minister                        | Mint Copy                              |                   |
| 父 *カジノドライヴ 2005 栗毛  | 父の母Better Than Honour 1996 鹿毛     | Blush with Pride                       | Blushing Groom                         | Blushing Groom    |
| 父 *カジノドライヴ 2005 栗毛  | 父の母Better Than Honour 1996 鹿毛     | Blush with Pride                       | Best in Show                           |                   |
| 母 ジーナフォンテン 1998 栗毛 | 母の父ベストタイアップ 1992 鹿毛       | アンバーシャダイ                       | *ノーザンテースト                      | *ノーザンテースト |
| 母 ジーナフォンテン 1998 栗毛 | 母の父ベストタイアップ 1992 鹿毛       | アンバーシャダイ                       | *クリアアンバー                        |                   |
| 母 ジーナフォンテン 1998 栗毛 | 母の父ベストタイアップ 1992 鹿毛       | *ミスタイモア                          | Sham                                   | Sham              |
| 母 ジーナフォンテン 1998 栗毛 | 母の父ベストタイアップ 1992 鹿毛       | *ミスタイモア                          | Bend an Oar                            |                   |
| 母 ジーナフォンテン 1998 栗毛 | 母の母ジュピターガール 1989 栗毛       | *パークリージェント                    | Vice Regent                            | Vice Regent       |
| 母 ジーナフォンテン 1998 栗毛 | 母の母ジュピターガール 1989 栗毛       | *パークリージェント                    | Miss Attractive                        |                   |
| 母 ジーナフォンテン 1998 栗毛 | 母の母ジュピターガール 1989 栗毛       | ダイナショール                         | *ディクタス                            | *ディクタス       |
| 母 ジーナフォンテン 1998 栗毛 | 母の母ジュピターガール 1989 栗毛       | ダイナショール                         | *ギルバーツガール                      |                   |
| 母系(F-No.)                   | (FN:23-b)                              | (FN:23-b)                              | (FN:23-b)                              | [ § 3 ]           |
| 5代内の近親交配               | Vice Regent 4×4、Northern Dancer 5×5･5 | Vice Regent 4×4、Northern Dancer 5×5･5 | Vice Regent 4×4、Northern Dancer 5×5･5 | [ § 4 ]           |
| 出典                          | 1. 2. 3. 4.                            | 1. 2. 3. 4.                            | 1. 2. 3. 4.                            | 1. 2. 3. 4.       |

- 母ジーナフォンテンは、スパーキングレディーカップとエンプレス杯の勝馬で川崎記念3着馬。
- 叔父バローネフォンテンは、東京オータムジャンプの勝馬。